# Faschingshochzeit

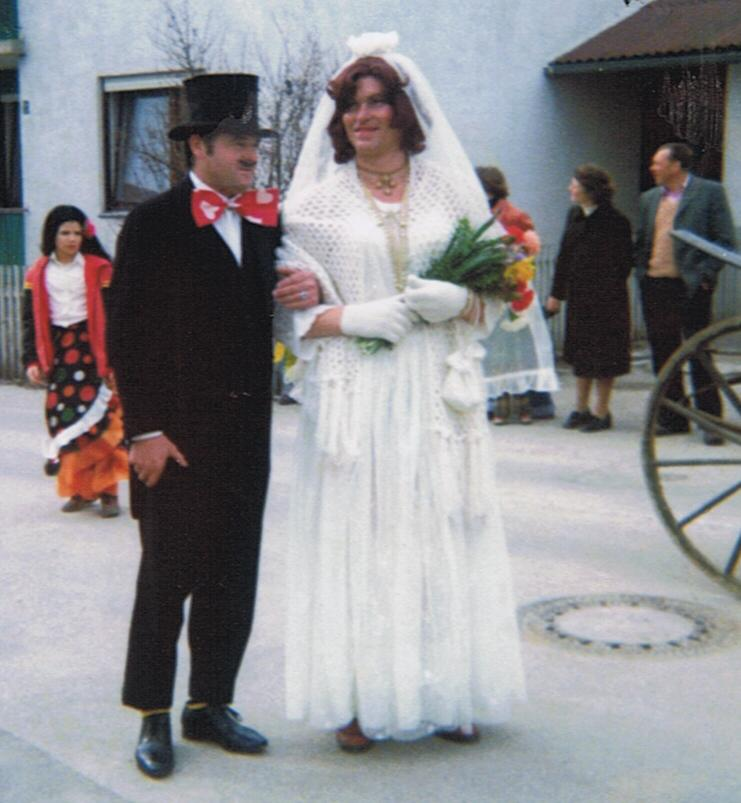
Faschingshochzeit um 1970, hier mit zwei Männern als Brautpaar

Eine Faschingshochzeit findet traditionell zur Faschingszeit statt und ist ein vor allem im süddeutschen Raum und Österreich bekannter Brauch. Faschingshochzeiten werden oftmals von Trachtenvereinen, Freiwilligen Feuerwehren, Schützenvereinen oder Landjugenden organisiert und der Ablauf kann je nach Region sehr unterschiedlich sein. Eine besondere Form der Faschingshochzeit ist die Bettelhochzeit.

## Ablauf
Es handelt sich um keine echte Eheschließung, sondern um eine Art Schauspiel mit vertauschten Rollen. So wird der Bräutigam von einer Frau dargestellt und die Braut von einem Mann.
Oftmals kommen alte und traditionelle Gewänder wie Dirndl und Trachten zum Einsatz, da sie eine Parodie der üblichen Bauernhochzeiten ist. Obwohl es sich um eine humoristische Veranstaltung handelt, bedarf eine Faschingshochzeit einiges an Planung, da die „Trauung“ und die damit verbundenen Feierlichkeiten öffentlich stattfinden und wie bei einer „richtigen“ Hochzeit organisiert werden müssen. Die Mitwirkenden erhalten zudem lächerliche Namen. Das Rahmenprogramm wird gelegentlich auch durch ein Männerballett oder geplante Zwischenfälle bei den Feierlichkeiten erweitert.